# Ilisia tenuisentis
Ilisia tenuisentis är en tvåvingeart som först beskrevs av Alexander 1930.  Ilisia tenuisentis ingår i släktet Ilisia och familjen småharkrankar. Inga underarter finns listade i Catalogue of Life.